# Vikasgrundens naturreservat
Vikasgrundens naturreservat är ett naturreservat i Valdemarsviks kommun i Östergötlands län.
Området är naturskyddat sedan 2018 och är 2 201 hektar stort. Reservatet omfattar ett undervattenslandskap i Östersjön öster om Harstena vars grundaste del ligger två meter under havsytan. Det består av hällar och rödalger och en långsmal sprickadal